# 埃爾姆代爾鎮區 (明尼蘇達州莫里森縣)
埃爾姆代爾鎮區（英語：Elmdale Township）是位於美國明尼蘇達州莫里森縣的一個行政鎮區，於1881年設立。

## 地方資料
埃爾姆代爾鎮區的面積為102.87平方千米，當中陸地面積為100.30平方千米，而水域面積為2.57平方千米。根據2020年美國人口普查的數據，當地共有人口981人，而人口密度為每平方千米9.54人。